# ویلیام برنر
ویلیام برنر (انگلیسی: Guillaume Brenner؛ زادهٔ ۱۰ فوریهٔ ۱۹۸۶) بازیکن فوتبال اهل فرانسه است.
از باشگاه‌هایی که در آن بازی کرده‌است می‌توان به باشگاه فوتبال نانت اشاره کرد.
وی همچنین در تیم ملی فوتبال توگو بازی کرده‌است.